# Neocurtimorda
Neocurtimorda là một chi bọ cánh cứng trong họ Mordellidae.
Chi này được miêu tả khoa học năm 1949 bởi Franciscolo.

## Các loài
Chi này gồm các loài:
- Neocurtimorda aequatorialis Franciscolo, 1953
- Neocurtimorda belcastroi Franciscolo, 1994
- Neocurtimorda conformis Franciscolo, 1953
- Neocurtimorda convexa Franciscolo, 1950
- Neocurtimorda distrigosa Franciscolo, 1955
- Neocurtimorda hoanensis (Píc, 1941)
- Neocurtimorda lugubris (Fahraeus, 1870)
- Neocurtimorda monostigma Franciscolo, 1953
- Neocurtimorda mordelloides Franciscolo, 1953
- Neocurtimorda nakanei Franciscolo, 1953
- Neocurtimorda perpusilla Franciscolo, 1953
- Neocurtimorda picicornis Franciscolo, 1953
- Neocurtimorda rufipalpis Franciscolo, 1953
- Neocurtimorda sexmaculata Franciscolo, 1953
- Neocurtimorda touzalini (Píc, 1941)